# Красний Луг (Велізький район)
Красний Луг (рос. Красный Луг) — присілок Велізького району Смоленської області Росії. Входить до складу Заозерського сільського поселення.
Населення — 5 осіб (2007 рік). 